# Konvoj PQ-18
Konvoj PQ-18 je bil zavezniški konvoj, sestavljen iz 39 tovornih ladij in enega tankerja, ki so ga leta 1942 v Severnem morju napadle nemške podmornice.

## Ozadje
Zavezniki so od vstopa Sovjetske zveze v vojno tej državi pomagali z dobavo različne vojaške tehnike. V ta namen so sestavili več konvojev, ki so jih poimenovali s kraticami PQ ter zaporedno številko konvoja. Septembra 1942 je tako na pot iz Velike Britanije v Murmansk krenil konvoj PQ-18.

## Sestava konvoja
Konvoj je bil poleg omenjenih tovornih ladij sestavljen še iz spremljevalnih vojaških ladij. Tako so konvoj spremljali štirje rušilci, dve protiletalski ladji, štiri korvete, dve podmornici, trije minoiskalci, štiri ribiške ladje in spremljevalna letalonosilka Avenger, na kateri je bilo 12 starejših lovcev Hawker Hurricane ter več letal za boj proti podmornicam. Vse ladje so bile del Home Fleet-a Združenega kraljestva.
Bližnje spremstvo konvoja so sestavljale lahka križarka in 16 rušilcev, to spremljevalno skupino pa so krile še tri težke križarke. V domačih vodah so varstvo konvoja nudile še druge ladje, dve bojni ladji, ena lahka križarka in pet rušilcev.

### Ladje v konvoju
| - SS Africander - Panama (potopljena v letalskem napadu) - SS Andre Marti - Sovjetska zveza - SS Atheltemplar - Združeno kraljestvo (potopljena s strani U-408 po predhodni poškodbi s strani U-457) - SS Black Ranger - Združeno kraljestvo - SS Campfire - ZDA - SS Charles R. McCormick - ZDA - SS Copeland - Združeno kraljestvo (reševalna ladja) - SS Dan-Y-Bryn - Združeno kraljestvo - SS Empire Baffin - Združeno kraljestvo - SS Empire Beaumont - Združeno kraljestvo (potopljena v letalskem napadu) - SS Empire Morn - Združeno kraljestvo - SS Empire Snow - Združeno kraljestvo - SS Empire Stevenson - Združeno kraljestvo (potopljena v letalskem napadu) - SS Empire Tristram - Združeno kraljestvo - SS Esek Hopkins - ZDA - SS Exford - ZDA - SS Goolistan - Združeno kraljestvo - SS Gray Ranger - Združeno kraljestvo - SS Hollywood - ZDA - SS John Penn - ZDA (potopljena v letalskem napadu) - SS Kentucky - ZDA (potopljena v letalskem napadu) - SS Komiles - Sovjetska zveza | - SS Lafayette - ZDA - SS Macbeth - Panama (potopljena v letalskem napadu) - SS Mary Luckenbach - ZDA (potopljena v letalskem napadu) - SS Meanticut - ZDA - SS Nathanael Greene - ZDA - SS Ocean Faith - Združeno kraljestvo - SS Oligarch - Združeno kraljestvo - SS Oliver Ellsworth - ZDA (potopljena s strani U 408) - SS Oregonian - ZDA (potopljena v letalskem napadu) - SS Patrick Henry - ZDA - SS Petrovski - Sovjetska zveza - SS Sahale - ZDA - SS Schoharie - ZDA - SS St. Olaf - ZDA - SS Stalingrad - Sovjetska zveza (potopljena s strani U 408) - SS Sukahona - Sovjetska zveza (potopljena v letalskem napadu) - SS Tibilisi - Sovjetska zveza - SS Temple Arch - Združeno kraljestvo - SS Virginia Dare - ZDA - SS Wacosta - ZDA (potopljena v letalskem napadu) - SS White Clover - Panama - SS William Moultrie - ZDA |

## Bitka
12. septembra je pilot nemškega izvidniškega letala, hidroplana Blohm & Voss BV-138 iz 906. obalne letalske skupine v Severnem morju blizu otoka Jan Mayen opazil večji konvoj na poti proti Murmansku ter o tem obvestil poveljstvo. 
Nemci so v zrak takoj poslali svoja letala in podmornice, ki so med 12. in 18. septembrom napadala ladje. Letala so potopila deset ladij s skupno nosilnostjo 55.915 BRT, podmornice pa še tri ladje (19.742 BRT). Nemci so pri tem izgubili 20 letal in tri podmornice.

## Posledice
Velike izgube so prisilile ministrskega predsednika Winstona Churchilla, da je spet ukinil konvojsko plovbo po Severnem morju. Tako so do decembra 1942 v Murmansk plule samo posamezne ladje, saj je bil ta del za konvoje prenevaren.
Zavezniki so tako tri mesece pošiljali vojaško pomoč Sovjetski zvezi preko drugih dveh poti, med katerimi je ena vodila iz ZDA čez Pacifik v Vladivostok, druga pa iz ameriških pristanišč ob Atlantiku okoli Rta Dobrega upanja skozi Perzijski zalivin čez Iran v južno Rusijo.